# نادي بودو/غليمت
نادي بودو/غليمت (بالنرويجية البوكمول: Fotballklubben Bodø/Glimt )‏ هو فريق كرة قدم من مدينة بودو في النرويج، أُسس بتاريخ 19 سبتمبر 1916، يلعب في الدوري النرويجي الممتاز، في Aspmyra Stadion ‏، يدرب النادي Aasmund Bjørkan ‏.

## وصلات خارجية
- صفحة بيانات نادي بودو/غليمت على موقع كووورة، تاريخ الوصول: 22 سبتمبر 2018.
- الموقع الرسمي للنادي